# Carrascal de Cocejón
Carrascal de Cocejón es una caserío del municipio de Luena (Cantabria, España). En el año 2024 contaba con una población de 14 habitantes (INE). La localidad se encuentra a 680 metros de altitud sobre el nivel del mar, y a 4,5 kilómetros de la capital municipal, San Miguel de Luena. Celebra sus fiestas el 6 de junio, día del Sagrado Corazón. La principal actividad económica es la ganadería.
- Datos: Q8339521